# Буратіно

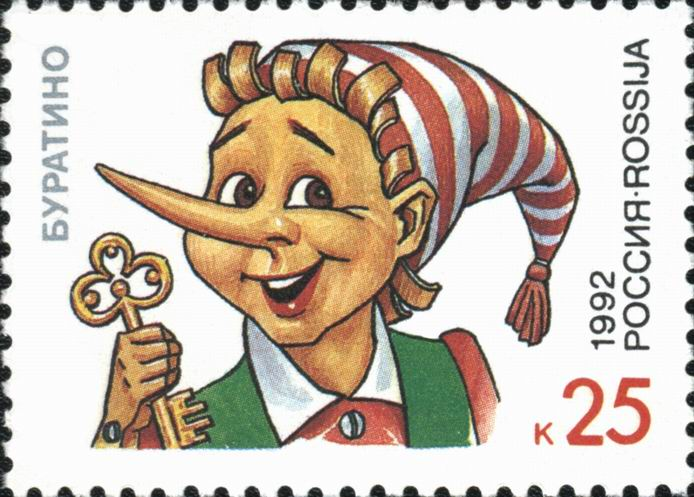
Буратіно на поштовій марці Росії, 1992 рік.

Буратіно (від італ. burattino — дерев'яна лялька) — вигаданий персонаж, головний герой казки Олексія Толстого «Золотий ключик, або Пригоди Буратіно» (1936).
Прототипом Буратіно є Пінокіо з однойменної казки Карло Коллоді. Підзаголовок казки Коллоді — «Історія дерев'яної ляльки», і в її тексті Пінокіо часто називається не іменем, а загальним словом італ. il burattino (маріонетка). В комедії дель арте ім'я Бураттіні є одним з імен П'єро.

## Характеристика
Довгоносий дерев'яний хлопчик, вирізьблений із полінця татком Карло. Своє ім'я та перший одяг отримав від нього ж. За характером «довірливий дурник з дрібними думками», але при цьому рішучий, пізнавальний, любить пригоди і наділений альтруїзмом. Основний його атрибут — золотий ключик. Супутниками Буратіно виступають лялька з блакитним волоссям — Мальвіна (від якої він тікає до Країни Дурнів) та меланхолійний П'єро, а головними ворогами — Карабас-Барабас, Кіт Базиліо та Лисиця Аліса.